# Gun-Britt Sundström
Gun-Britt Sundström, född 19 augusti 1945 i Stockholm, är en svensk författare, översättare och litteraturkritiker.

## Biografi
Gun-Britt Sundström blev fil. kand. vid Stockholms universitet 1967 och tog examen vid journalisthögskolan i Stockholm 1969. Hon arbetade som kulturjournalist på Dagens Nyheter 1970–1980 och Stockholms-Tidningen 1981–1983. Vidare var hon stilistisk expert i bibelkommissionen 1980–2000 och styrelseledamot i Svenska språknämnden 1987–2002.
Som författare är Sundström mest känd för Maken (1976), en diskussionsroman om parförhållanden, och För Lydia (1973), som återberättar Hjalmar Söderbergs Den allvarsamma leken med handlingen sedd ur kvinnans perspektiv och flyttad sextio år framåt i tiden. Sedan 1990-talet är hon även verksam som översättare av barnböcker och skönlitteratur. Hon har gjort uppmärksammade översättningar av bland andra Jane Austen, Charlotte Brontë, Cora Sandel och Sigrid Undset.
Sundström utnämndes 2003 till hedersdoktor vid Stockholms universitet med en motivering som betonar hennes språkliga lyhördhet och anger att hon genom sin medverkan i bibelkommissionen har kommit att betyda mer för den stilistiska utformningen av Gamla Testamentets text än någon annan enskild svensk författare.

### Familj
Gun-Britt Sundström är dotter till lektor Erland Sundström.
Hon var gift 1989–1997 med greve Ian Hamilton, ordförande i Genealogiska Föreningen, och de har tillsammans två barn.

### Översättningar (i urval)
- 1965 – Vägen till fred (Gummesson)
- 1987 – Christine Nöstlinger: Finurliga Frans (Geschichten vom Franz) (Bergh)
- 1991 – William Steig: Sigge surar (En bok för alla)
- 1997 – Cora Sandel: Alberte-serien (Alberte og Jakob, Alberte og friheten, Bare Alberte) (Bonnier)
- 1997 – Gérard Bessière: Jesus från Nasaret (Jésus : Le dieu inattendu), serie ”En värld av vetande” (Bergh)
- 1999 – Charlotte Brontë: Jane Eyre (Jane Eyre) (Bonnier)
- 2007 – Elizabeth Gaskell: Hustrur och döttrar (Wives and daughters) (Bonnier)
- 2008 – Kitty Crowther: Är det dags? (Alors?) (Bergh)
- 2011 – Jane Austen: Stolthet och fördom (Pride and prejudice) (Bonnier)
- 2016 – Sigrid Undset: Kristin Lavransdotter (Kristin Lavransdatter) (Norstedts)
- 2025 -  Niels Fredrik Dahl: Fars rygg (Fars rygg) (Natur & Kultur)

## Priser och utmärkelser
- 1967 –  Litteraturfrämjandets stipendiat
- 1979 – Stockholms stads hederspris
- 1990 – Gunnar Heléns språkpris
- 1992 – IBBY's Certificate of Honour för barnboksöversättning
- 1997 – De Nios översättarpris
- 2001 – Albert Bonniers 100-årsminne
- 2002 – Sigtunastiftelsens författarstipendium
- 2003 – Hedersdoktor vid Stockholms universitet[3]
- 2008 – Årets väckarklocka
- 2009 – Stipendium ur Lena Vendelfelts minnesfond
- 2011 – Årets översättning[4]
- 2017 – Letterstedtska föreningens nordiska översättarpris
- 2019 – 2019 års "Stockholm läser"-bok För Lydia[5]
- 2019 – Helgapriset
- 2021 – Litteris et Artibus "för framstående konstnärliga insatser inom svensk litteratur och översättningskonst"[6]